# Biofunktionalität
Als Biofunktionalität wird die Fähigkeit einer Substanz oder eines Produktes bezeichnet, die vorgesehene Funktion in Interaktion mit einem Organismus auszuführen, ohne bei diesem unerwünschte Effekte auszulösen.
Der Begriff der Biofunktionalität wird in den Bereichen Biologie, Medizin, Ernährung  und der Textilindustrie verwendet.
In der Lebensmittelforschung werden die biochemischen, physiologischen und funktionellen Wirkungen eines Lebensmittels als Biofunktionalität bezeichnet.
Verwendet wird der Begriff häufig im Zusammenhang mit interaktiver Kleidung, welche die Träger optimal gegen die Witterung schützen soll.
In der Zahnmedizin wird der Begriff im Zusammenhang mit Implantaten und therapeutischen Verfahren verwendet.
Siehe auch: Systemwissenschaft, Synergetik